# Toro Rosso STR6
O STR6 foi o modelo da Toro Rosso da temporada de 2011 da Fórmula 1. Sébastien Buemi e Jaime Alguersuari conduziram o carro naquela temporada.
Além dos motores, o modelo utiliza o sistema KERS da Ferrari.